# 升a小調
升A小調是從升A音開始的音樂的小調，組成的音有#A、#B、#C、#D、#E、#F、#G及#A。升A小調是一個有7個升號的調。與降B小調異名同音。
它的關係調是升C大調，並行大調是升A大調。